# Carnaval de Tilff

## Présentation

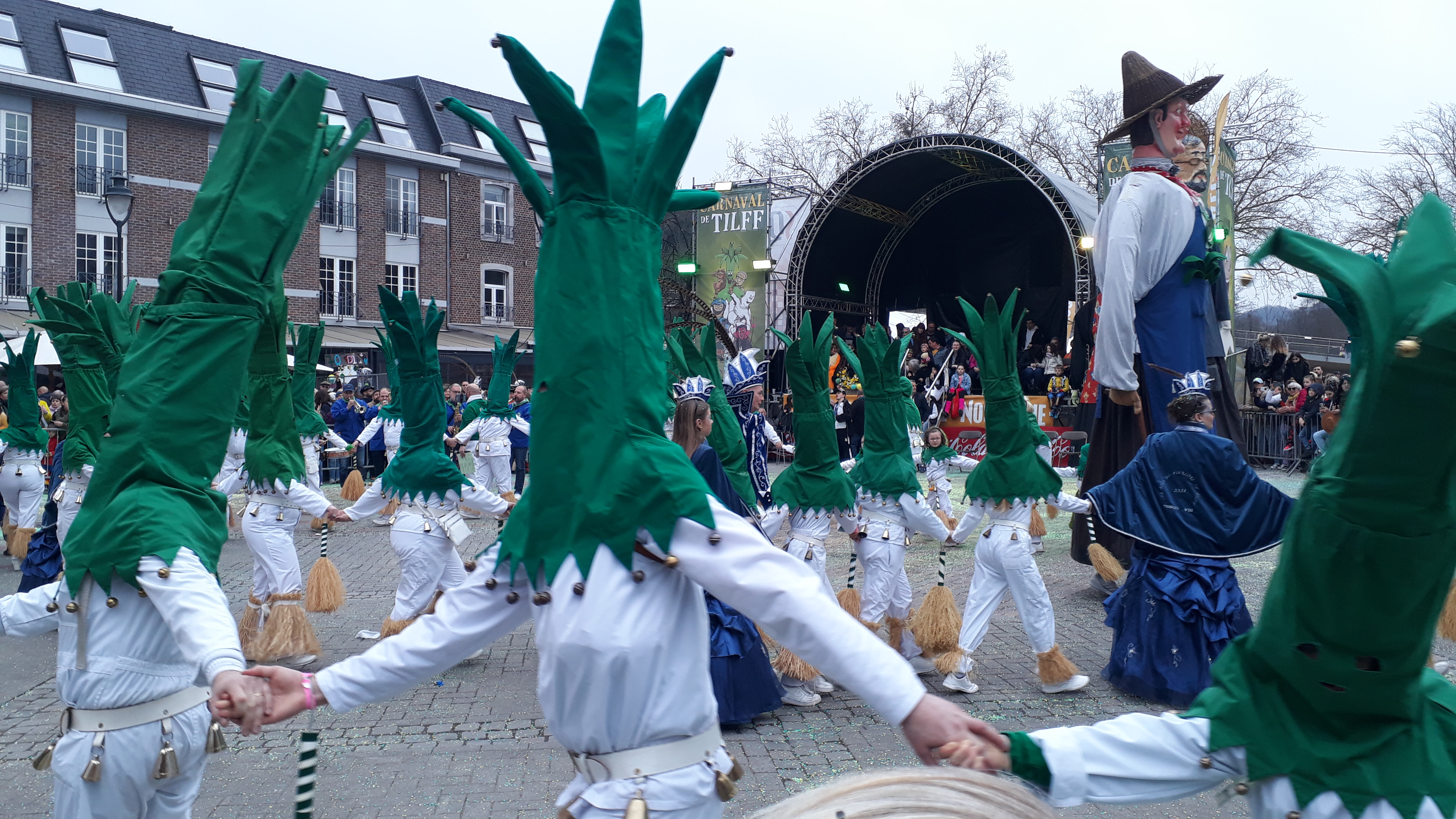
La danse des Porais autour de Djôsef li r'Pikeû (Joseph le Replanteur) au carnaval de Tilff en 2024.

Le Carnaval de Tilff se déroule chaque année lors de la fête du Lætare, le 4e dimanche du Carême. Il s'appelle aussi le Lætare de Tilff. 
Il a lieu à Tilff, localité touristique de la commune d'Esneux située au bord de l'Ourthe à une dizaine de kilomètres au sud de Liège (Belgique). 
Le Carnaval est organisé par l'ASBL Folklore Tilffois depuis 1963.
L'apothéose du Carnaval est le grand cortège du Lætare constitué de plus de 1.500 participants costumés, de 7 géants et d'une trentaine de groupes. Il attire en moyenne 20.000 personnes en cas de beau temps.
Le groupe emblématique du carnaval est le groupe des Porais tilffois (en français : les poireaux tilffois) qui participent au carnaval depuis la deuxième édition.
Le Carnaval de Tilff est une synthèse de plusieurs manifestations folkloriques et carnavals wallons : il se passe pendant le Lætare comme le carnaval de Stavelot, il est chapeauté par un prince-carnaval comme les carnavals des Cantons de l'est, le cortège compte plusieurs géants comme à la ducasse d'Ath et il se termine par un rondeau final comme le carnaval de Binche.

## Historique
Déjà pendant les années folles de Tilff (de 1892 à 1914), le carnaval exista une vingtaine d’années. La guerre y mit fin. 1922 : année noire. Le conseil communal de l’époque prend un arrêté qui interdit les déguisements dans la commune, le Mardi Gras, ainsi que le dimanche du Laetare. La guerre de 40-45 donna un deuxième coup de frein à l’activité carnavalesque. 
Le Carnaval comme on le connait maintenant est réintroduit en 1952 de l'initiative des Gais Lurons, une société de jeunes, qui décidèrent de redonner à Tilff et son carnaval une place digne de ce nom. En 1954, le Comité Carnaval change son nom en Folklore Tilffois. En 1963, l’association de fait devient une ASBL.
Après trois années d'absence due à la pandémie de covid-19, le Carnaval fait son grand retour en 2023 lors de la 69e édition, bien qu'un évènement plus sobre sans les chars ait tout de même pu être organisée en 2022. 
En 2024, pour la 70e édition, le comité décide de changer drastiquement l'organisation du Carnaval. En effet, par manque de salles de fête à cause des inondations de 2021, l'ASBL Folklore Tilffois décide de raccourcir son mois carnavalesque en un seul weekend avec les bals et soirées dans un chapiteau situé sur la place centrale du village.

## Déroulement
Le Carnaval s'organise depuis 2024 pendant un seul weekend, contrairement à avant où la saison s'étalait sur un mois entier. 
- Le vendredi : Intronisation du nouveau Prince Carnaval ou de la nouvelle Princesse Carnaval, Grand Feu et soirée de l'intronisation
- Le samedi : Bal des Enfants en après-midi et soirée des Intrigues le soir
- Le jour du carnaval (dimanche) :
  - 14h : départ du cortège
  - Lancer des Porais Surprises, brulage de la Macrale et Rondeau final des Géants sur la place centrale
  - Soirée de clôture

## L'ASBL Folklore Tilffois
Créée en 1963, l'ASBL Folklore Tilffois est le comité qui gère, organise et finance le carnaval de Tilff. 
Leur mission est d’assurer la promotion du folklore local par des fêtes, de la publicité dans les médias et d’épauler les groupes carnavalesques locaux.
L'ASBL est composé de 15 administrateurs, 30 membres effectifs et adhérents. Pendant le montage et le déroulement du Carnaval de Tilff, une équipe de plus de 50 bénévoles est également mobilisée.
En 2013, après des mois de négociation et de travaux, la Maison Du Folklore est inaugurée. Elle servira de lieu de réunion et de fête pour l'organisateur et certains groupes locaux. En 2021, les inondations s’abattent sur la commune et la Maison Du Folklore n’est pas épargnée, tout est perdu que ce soit le bâtiment, les marchandises et l’ensemble du matériel.

## Groupes folkloriques

### Les Porais tilffois

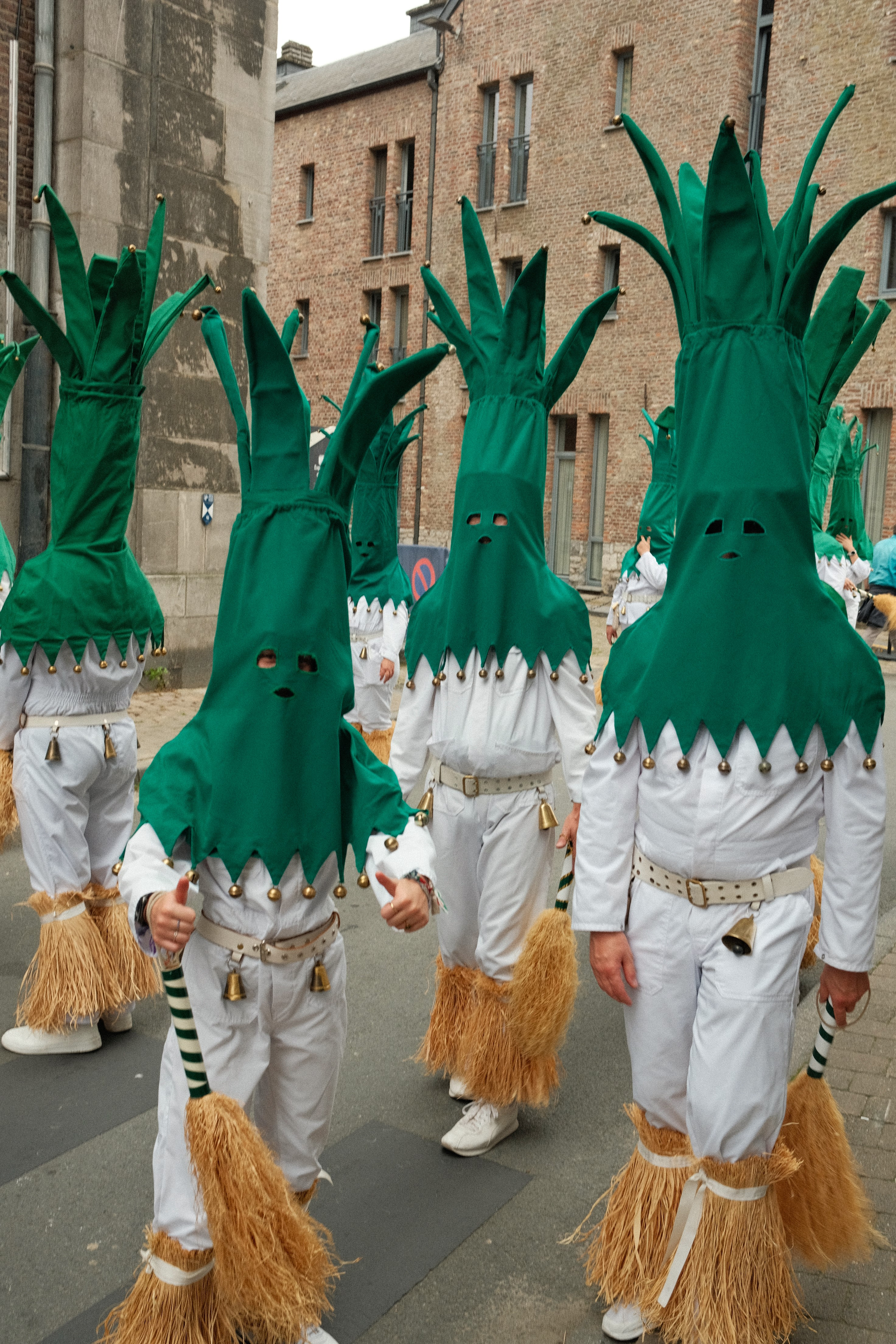
Les Porais tilffois aux Fêtes de Wallonie à Namur en 2023.

#### Histoire
À la fin du XVIe siècle, le village de Tilff comptait parmi ses habitants un jardinier hors pair nommé Djôsef li r'Pikeû (Joseph le Replanteur) car il avait mis au point un engrais permettant d'obtenir des poireaux de taille respectable. À l'époque, la dîme, taxe prélevant un dixième de la récolte des céréales, était d'application. En 1585, la récolte de céréales ayant été mauvaise, le Prince-Évêque de Liège accepta que les tilffois remplacent les céréales par des poireaux. Mais, vu la taille des poireaux, la quantité était énorme. Les tilffois s'en plaignirent, mais durent livrer cette lourde dîme à l'endroit convenu. Néanmoins, pendant la nuit, la moitié des poireaux avaient disparu sans aucune trace d'effraction. Ce qui fit dire au représentant du Prince-Évêque que les poireaux avaient des jambes pour s'évader la nuit sans l'attendre.
Ainsi est née l'histoire des poireaux (en wallon : porais) de Tilff.

#### Costume et composition du groupe
Le groupe folklorique actuel des Porais tilffois s'est donc inspiré de cette histoire. Les costumes configurent ainsi le poireau avec ses trois couleurs : la cagoule terminée en feuilles de poireaux et dentelées de couleur verte, la salopette en blanc, la ceinture à grelots et les jambes recouvertes de raphia beige représentant les racines. Les Porais sont accompagnés d'une fanfare de neuf jardiniers mélomanes et de Djôsef li r'Pikeû, un géant de 4,30 m de hauteur. Ils participent régulièrement à d'autres carnavals en Belgique et en Europe et sont présents au carnaval de Tilff depuis 1953.

### Autres groupes folkloriques tilffois

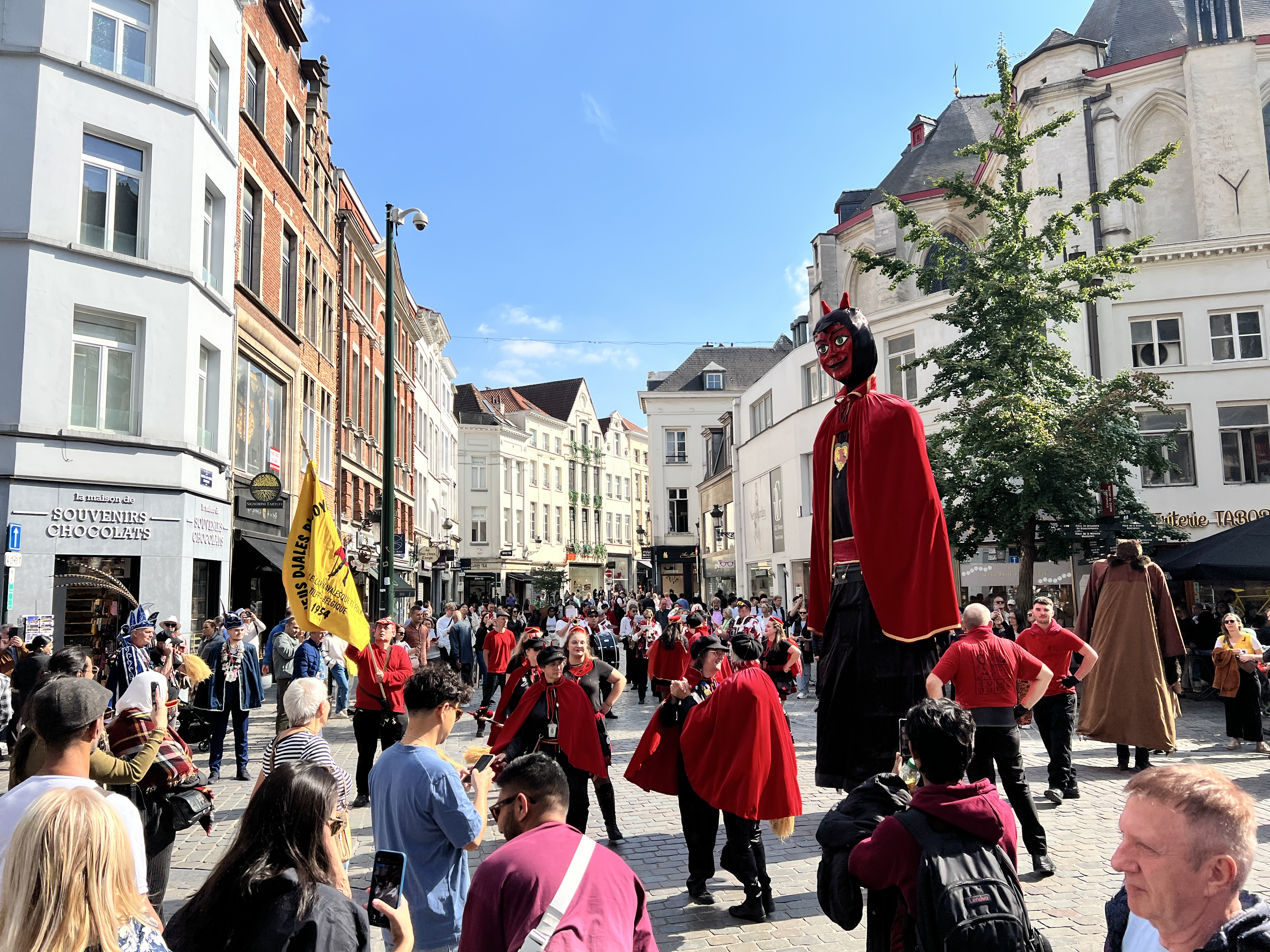
Les Djoyeûs Djâles di so Corti lors d'une parade à Bruxelles en 2024.

- Les Djoyeus Djâles Di So Corti (les Joyeux Diables de Sur Cortil), les diablesses et les géants Bièt'mé et Mic & Mac.
- Les Amis du Folklore  et leur géant Li To Bon.
- Les Joyeux Revenants et leur géant Li Blanc Méeus.
- Les Sorcières tilffoises et leur géante Mariette.
- Les Djoyeuses Môles Gueûyes Di Tif (les Joyeuses Mauvaises Langues de Tilff).
- Les Big Metallic
- L'école Sainte-Marie et leur géant Noss bon Mêsse.